# قوولار

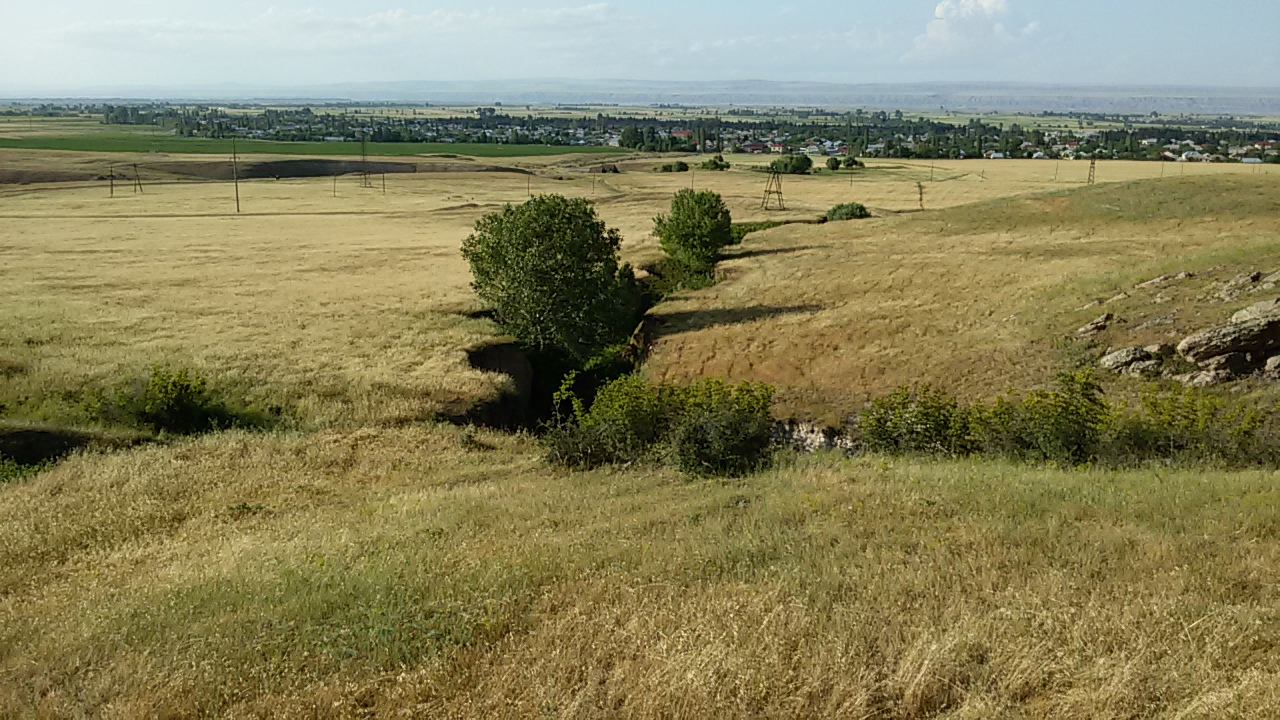
نمایی از قوولار، یکی از شهرهای جمهوری آذربایجان - ژوئن ۲۰۱۶

قوولار (به ترکی آذربایجانی: Qovlar) یکی از شهرهای جمهوری آذربایجان است که در شهرستان توووز جای گرفته است. این شهر در سال ۲۰۱۲ صاحب شهرداری شده است و جمعیت آن در سال ۲۰۱۷ بالغ بر ۱۴٬۹۰۰ نفر بوده است.